# Eduard Volters

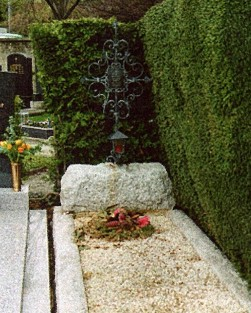
Grabstätte von Eduard Volters

Eduard Volters, gebürtig Eduard Vodicka, (* 9. Mai 1904 in Wien, Österreich-Ungarn; † 22. Oktober 1972 in Wien, Österreich) war ein österreichischer Schauspieler, Regisseur und Dramaturg.

## Leben
Nach dem Besuch des Schottengymnasiums studierte Volters. Er war Ehrenmitglied des Burgtheaters und führte bei den Kammerspielen die Regie. Am 15. November 1932 trat er der NSDAP bei (Mitgliedsnummer 1.308.590). Volters erhielt 1943 einen Lehrauftrag für angewandte Regie an der Akademie der bildenden Künste, den er bis 1945 erfüllte. Von 1943 bis 1945 war er Professor am Max-Reinhardt-Seminar, ab 1965 mehrere Jahre Generalsekretär und stv. Direktor des Wiener Burgtheaters. Volters war mit Margarethe Lauer verheiratet.
Seine ehrenhalber gewidmete Grabstätte befindet sich auf dem Döblinger Friedhof in Wien (Gruppe 37, Reihe 1, Nummer 48).

## Filmografie
- 1953: Der Verschwender
- 1955: Götz von Berlichingen
- 1956: Kronprinz Rudolfs letzte Liebe
- 1956: Wilhelm Tell
- 1960: Don Carlos
- 1971: Der Kurier der Kaiserin (Fernsehserie, 1 Folge)
- 1971: Der junge Baron Neuhaus (TV)
- 1971: Theodor Kardinal Innitzer (TV)